# نوريا فيرغو
نوريا فيرغو (بالإسبانية: Nuria Fergó)‏ هي مغنية وممثلة إسبانية، ولدت يوم 18 أبريل 1979 في نرخة في إسبانيا.

## روابط خارجية
- نوريا فيرغو على موقع IMDb (الإنجليزية)
- نوريا فيرغو على موقع ميوزك برينز (الإنجليزية)
- نوريا فيرغو على موقع أول ميوزيك (الإنجليزية)
- نوريا فيرغو على موقع ديسكوغز (الإنجليزية)
- نوريا فيرغو على موقع قاعدة بيانات الفيلم (الإنجليزية)